# Život po tobě

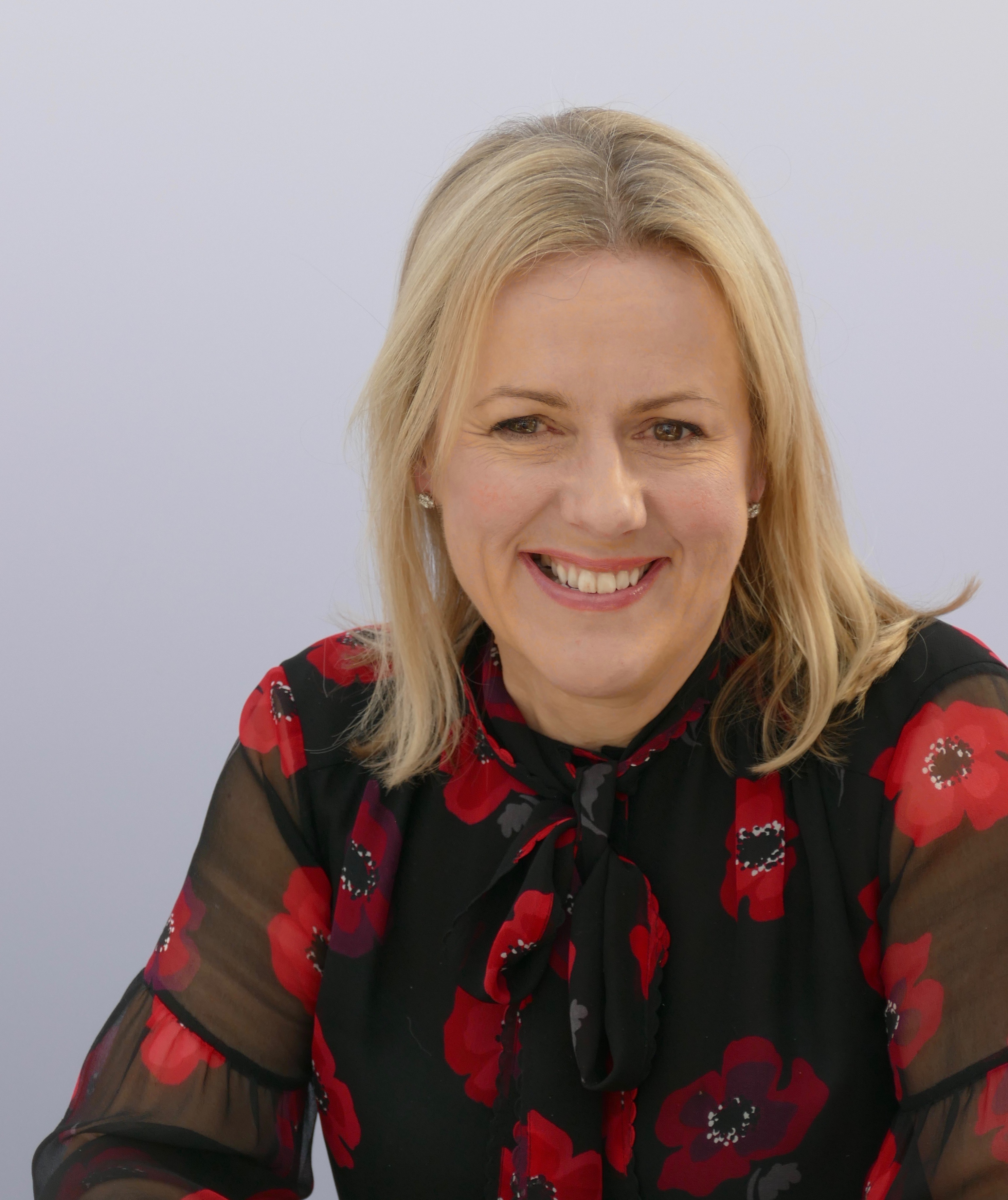
autorka Jojo Moyes

Život po tobě je pokračování světového bestselleru Než jsem tě poznala napsaného britskou spisovatelkou Jojo Moyes. Kniha byla poprvé publikována v Londýně 29. září 2015 a česky byla vydána roku 2017. V roce 2018 autorka napsala třetí díl románu s názvem Sama sebou

## Děj
Po roce a půl se Louisa stále nevyrovnala se smrtí Williema, který se rozhodl podstoupit legální eutanazii. Našla si byt v Londýně a dokonce i práci v baru na letišti. I tak má ale pocit, že už nikdy nebude schopna žít plnohodnotný život a nesplní poslední Willova přání, která jí sepsal do dopisu. Jednoho večera Louisa vyšplhá po požárním žebříku až na střechu svého bytu, vystoupá na nízkou zídku a chvíli si připadá, že dokáže cokoliv. Nebo za to může jen láhev vína, kterou před tím vypila. Když v tom někdo za jejími zády promluví, Louisa zpanikaří a padá ze střechy dolů.
Později se dozvídá, že cizinka na střeše byla šestnáctiletá dcera Williema, Lily. Další překvapení Louisu čeká ve chvíli, když se Lily objevuje u jejích dveří. Dcera Willa se chce poznat se svými prarodiči, dozvědět se něco o otci a navíc nechce žít ve stejném domě se svojí matkou, jejím přítelem a nevlastními bratry. Proto se stěhuje k Louise. Mezitím, co Louisa Clarková musí řešit problémy pubertální dívky, se postupně poznává se záchranářem Samem, který jí ošetřoval po nešťastném pádu ze střechy. I když se může zdát, že se její život vrací do normálního režimu, čeká Louisu další nelehké rozhodnutí. Zkontaktuje ji totiž Nathan, bývalý ošetřovatel Williama Traynora, a nabízí jí práci v New Yorku.
Nakonec se přece jenom rozhodne do Spojených států odcestovat a konečně začít žít tak, jak si William přál.